# Thanksgiving sur History Channel
Thanksgiving sur History Channel (A History Channel Thanksgiving en VO) est le treizième épisode de la quinzième saison de la série télévisée d'animation américaine South Park et l'épisode 222e de la série globale. Il a été diffusé sur la chaîne américaine Comedy Central le 9 novembre 2011.

## Synopsis
Les élèves de l'école de South Park doivent écrire un devoir sur Thanksgiving. Eric Cartman force ses amis à s'informer sur le sujet grâce à History Channel, une chaîne de télévision devenue au fil du temps un robinet à documentaires farfelus sur des thèses invraisemblables. Un reportage persuade Cartman que Thanksgiving a eu lieu grâce à des extraterrestres. Kyle essaye de pousser les autres à ne pas en tenir compte, mais il se retrouve en minorité et doit laisser Eric utiliser les âneries entendues pour le devoir. Une fois ce dernier rendu, des représentants d'History Channel l'utilisent pour valider leur théorie dans un cycle d'auto-preuve sans fin. Les enfants se retrouvent sur la chaîne comme consultants officiels, usant de rhétorique pour justifier l'invraisemblable. Kyle essaie de discréditer ses propos lors de ses interventions, en vain.
C'est alors que débarque sur Terre le capitaine Myles Standish, originaire de la planète Plymouth dans la constellation du Grand Chien. Son peuple, ressemblant aux Pères pèlerins, est de nouveau en guerre contre les Indiens de la planète Indi, qui cherchent à s'accaparer les mines de farce de Plymouth. Le capitaine Standish explique aux enfants, dont Kyle complètement sidéré, et au personnel d'History Channel que la Terre était alimentée en farce pour les dindes de Thanksgiving depuis 1621, à la suite d'un traité signé entre Pères pèlerins et Indiens. Ce traité est désormais menacé par la nouvelle guerre, et la pénurie de farce commence à se faire ressentir sur Terre, au grand désarroi de Cartman. 
Le capitaine Standish est supposé coordonner les défenses de Plymouth, mais les Indiens l'ont envoyé sur Terre pour l'en empêcher. Il doit absolument retourner sur sa planète natale. Pour ce faire, il doit emprunter un "trou noir", qui pourrait apparemment être ouvert par Natalie Portman, qui est tombée sur Standish quand il est arrivé sur Terre. Il s'agit en réalité du vagin de l'actrice. Cette dernière accepte d'en faire usage grâce à Kyle, permettant à Standish de regagner son monde à temps pour battre les Indiens et assurer l'exportation de farce vers la Terre.
Après ces évènements, History Channel met à jour son documentaire et insinue lourdement à présent que Thanksgiving a été également célébré avec des fantômes, ce qui consterne Kyle encore plus.

## Propos de l'épisode
Le principal argument des experts certifiant que le premier Thanksgiving s'est déroulé en présence d'aliens ou de fantômes est que l'hypothèse est viable à partir de l'instant où on ne peut pas prouver sa complète inexistence. Cet argument est un raisonnement fallacieux de type appel à l'ignorance, très souvent utilisé lors du débat sur l'existence de Dieu, ainsi que dans les documentaires pseudo-archéologiques comme Ancient Aliens ou La Révélation des Pyramides d'History Channel, qu'on retrouve dans cet épisode. L'autre argument souvent utilisé est que les pèlerins n'ont jamais démenti la présence des extraterrestres au repas.